# Mario Segale
Mario Arnold Segale (né à Seattle le 30 avril 1934 et mort à Tukwila le 27 octobre 2018) est un homme d'affaires et développeur immobilier américain. 
Il a participé à divers projets de développement dans la région de Seattle dans les années 1950. Le personnage de Mario de Nintendo porte son nom. Ceci est dû au fait que son entreprise avait mis en location à l'époque un entrepôt à la société,.

## Biographie
Mario Arnold Segale est né à Seattle le 30 avril 1934 de paysans immigrés italiens de première génération, il est fils unique.
Dans les années 1980, il a loué un dépôt à Nintendo of America, qui a décidé de donner son prénom « Mario » à la star de son nouveau jeu vidéo.
Initialement, le nom de Super Mario était Jumpman, jusqu'à ce que Nintendo décide de donner un vrai nom au personnage du petit plombier moustachu avec une casquette rouge.
Une petite équipe s’était réunie dans l’entrepôt loué à Segale et avait du mal à trouver les noms pour les personnages du jeu Donkey Kong quand Segale est entré dans le bâtiment pour réclamer son loyer au président de Nintendo of America, Minoru Arakawa.
A peine parti, l’équipe, comme une évidence choisit pour le personnage le nom de « Super Mario ». À l'époque, c'est Minoru Arakawa qui annonce à Segale que le protagoniste du jeu porterait son nom.
En 1993, dans une entrevue au Seattle Times, Mario Segale plaisantait en disant « qu'il attendait toujours de recevoir des royalties ». Cependant, la notice nécrologique publiée par l'agence funéraire qui s'est occupée des funérailles, souligne, « a toujours évité la notoriété et a voulu qu'on se souvienne plutôt de ce qu'il avait fait dans la vie ».
Mario Segale est mort le 27 octobre 2018 à son domicile à Tukwila, à l'âge de 84 ans.
Marié à Donna, il laisse quatre enfants et neuf petits-enfants.